# 36 Pomorski Pułk Artylerii
36 Pomorski pułk artylerii (36 pa) – oddział Wojsk Rakietowych i Artylerii ludowego Wojska Polskiego.
Pułk wchodził w skład 20 Warszawskiej Dywizji Pancernej im. marsz. Konstantego Rokossowskiego. Stacjonował w garnizonie Budów.

## Historia
Na podstawie rozkazu nr 58 Naczelnego Dowództwa Wojska Polskiego z 15 marca 1945 roku sformowano w Bydgoszczy 36 Pułk Artylerii Lekkiej. Wiosną 1949 roku dyslokowany został do garnizonu Choszczno. Latem 1957 jednostka została rozformowana, a na jej bazie utworzony został 105 Dywizjon Artylerii Haubic i 7 dar. Oba pododdziały włączone zostały w skład 20 Dywizji Pancernej.
30 września 1967 105 Dywizjon Artylerii Haubic przyjął dziedzictwo tradycji 1 Pomorskiego Pułku Moździerzy i otrzymał nazwę wyróżniającą "Pomorski", a dzień 2 lutego ustanowiony został Świętem jednostki. W 1968 roku, na bazie 105 Pomorskiego dywizjonu artylerii haubic utworzony został 36 Pomorski Pułk Artylerii.
12 lutego 1960 r. Rada Państwa na podstawie art. 5 ust.1 dekretu z dnia 09.12.1951 r. o znaku Sił zbrojnych nadaje sztandar 105 Dywizjonowi Artylerii Haubic o numerze JW 3771. 10 lipca 1960 r. w imieniu Rady Państwa Szef Artylerii Pomorskiego Okręgu Wojskowego gen. Dubicki Edward przekazuje Dowódcy 105 Dywizjonu Artylerii Haubic ppłk. Nowickiemu Edwardowi. W 1967 r. sztandar przejmuje 105 Pomorski Dywizjon Artylerii Haubic o numerze JW 3771. W 1968 sztandar przejmuje 36 Pomorski Pułk Artylerii o numerze JW 3771.
W 1989 36 Pomorski Pułk Artylerii został przeniesiony do Stargardu Szczecińskiego i przemianowany na 37 Łużycki Pułk Artylerii.
20 kwietnia 1990 ppłk dypl Jerzy Brzewski ostatni Dowódca JW 3771 Pomorskiego Pułku Artylerii przekazał sztandar pułku do Muzeum Wojska Polskiego w Warszawie.

## Struktura organizacyjna
- dowództwo, sztab
- bateria dowodzenia
  - plutony: rozpoznania, łączności, topograficzno-rachunkowy, rozpoznania dźwiękowego
- dywizjon haubic 122 mm
- dywizjon haubic 152 mm
- pluton przeciwlotniczy
- kompanie: zaopatrzenia, remontowa, medyczna

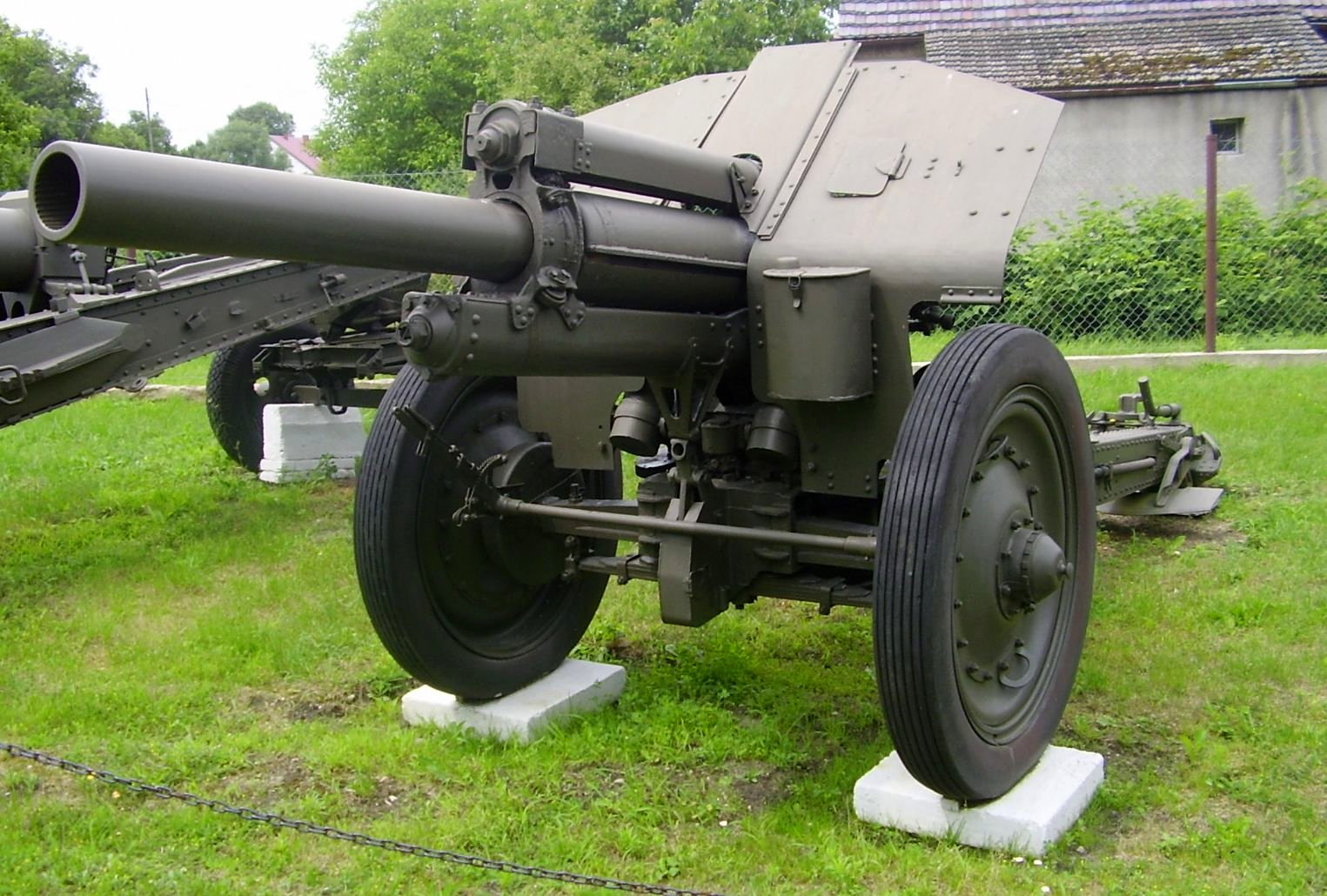
122 mm haubica wz. 1938 (M-30)

Razem w pułku artylerii: 18 haubic 122 mm, 18 haubic 152 mm i 4 zestawy ZU-23-2, 76 mm armata dywizyjna wz. 1942 (ZiS-3)

## Dowódcy pułku
- płk dypl. Władysław Grzonek (1968-1969 )
- ppłk dypl. Stanisław Kopacz (1969-1972)
- ppłk Władysław Wawrzkiewicz (1972-1973)
- mjr dypl. Jan Senecki (1973-01.1975)
- mjr dypl. Adam Radziński (02.1975-06.1975)

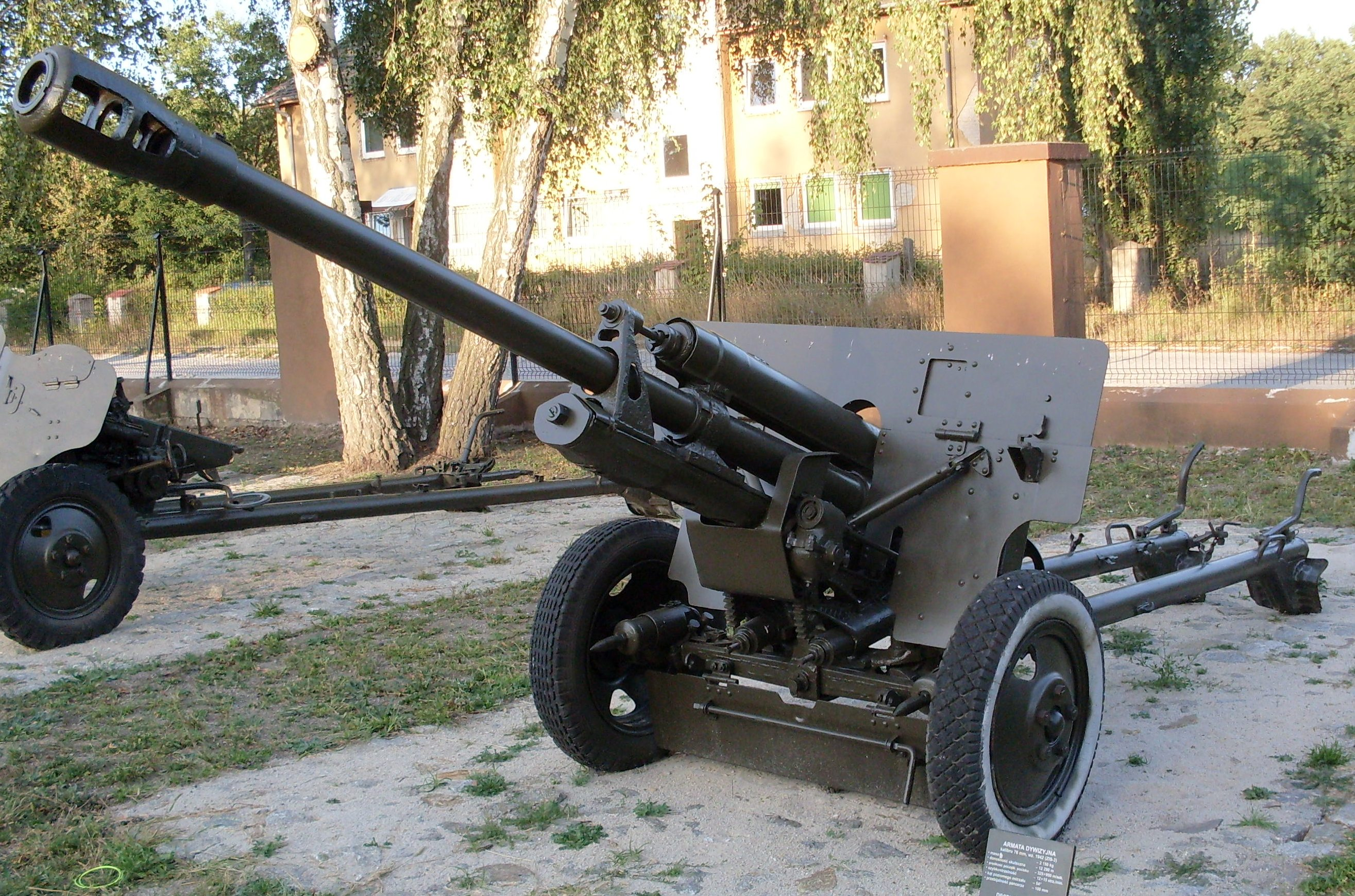
76 mm armata dywizyjna wz. 1942 (ZiS-3)

- 76 mm armata dywizyjna wz. 1942 (ZiS-3)płk dypl. Zdzisław Wyszyński (07.1975-08.1975)
- ppłk dypl. Jan Kraus (09.1975-1978)
- ppłk dypl. Bogusław Pankowski (1978-1985)
- ppłk dypl. Włodzimierz Sąsiadek (1985-1988)
- ppłk dypl. Jerzy Brzewski (1989-1990)

## Przekształcenia
36 Pułk Artylerii Lekkiej (do 1957) → 105 Dywizjon Artylerii Haubic (od 1967) – 105 Pomorski dywizjon artylerii haubic(do 1968) → 36 Pomorski Pułk Artylerii (do 1990) → 37 Łużycki Pułk Artylerii (1990-91)
→ 37 Pułk Artylerii (1991-96) → 30 Pomorski Pułk Artylerii Mieszanej